# 范宗钗
范宗钗（？—），男，汉族，中华人民共和国政治人物。现任中国电视艺术家协会分党组书记、驻会副主席、秘书长。第十四届全国政协委员。